# شهرستان الست
شهرستان الست (به فرانسوی: Aalst) در استان فلاندری شرقی  در منطقه فلاندری در کشور بلژیک واقع شده‌است.